# الوكالة الوطنية للسلامة الطرقية (المغرب)

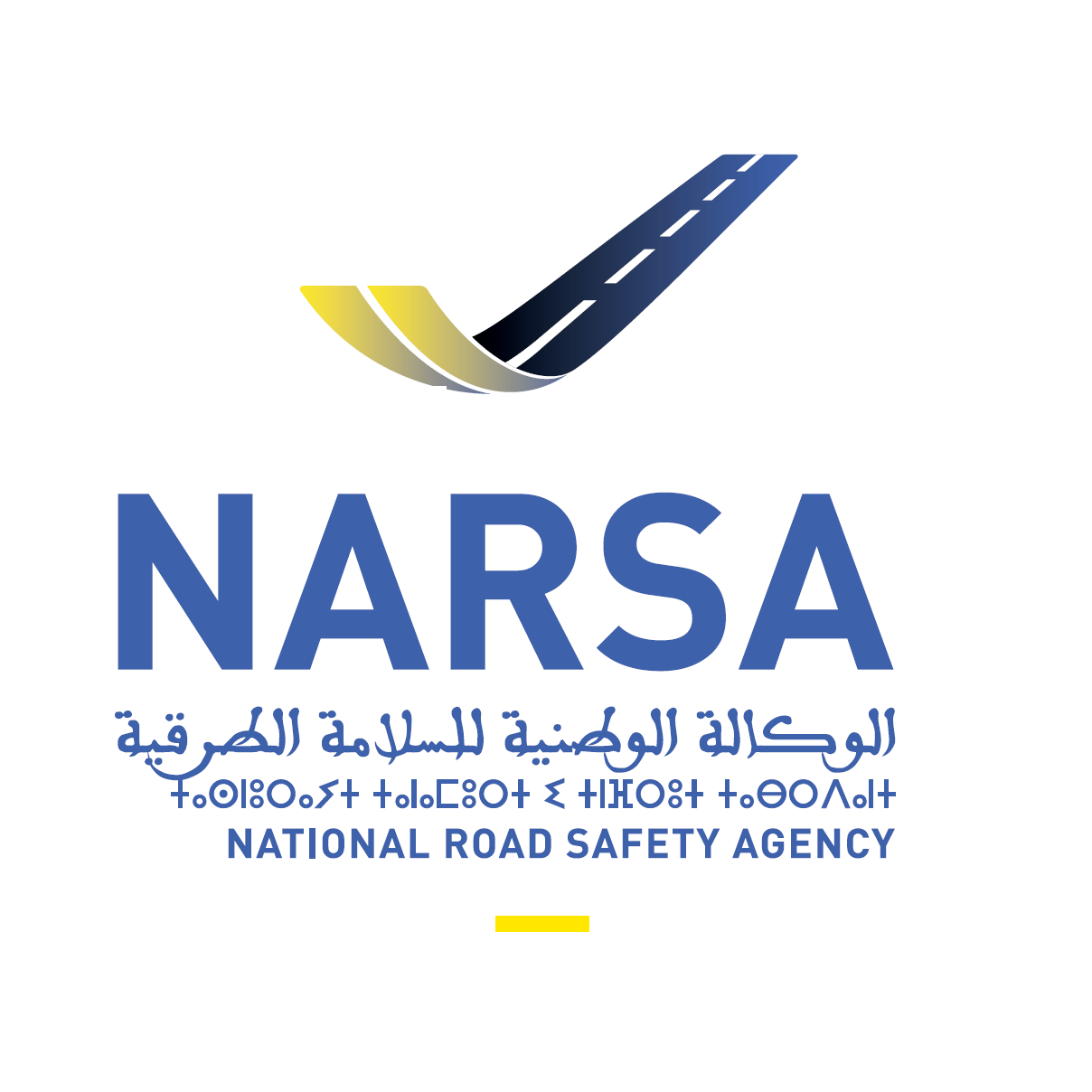
شعار الوكالة الوطنيّة للسلامة الطرقيّة

الوكالة الوطنية للسلامة الطرقية (وتسمى إختصاراً باسم نارسا) هي وكالة حكومية في المغرب، حلت محل كل من الدولة واللجنة الوطنية للوقاية من حوادث السير منذ 2019، وتضطلع بمهمة ممارسة الاختصاصات المتعلقة بالسلامة الطرقية مع مراعاة المهام المخولة للقطاعات الوزارية أو الهيئات الأخرى، وذلك عبر المساهمة في إعداد وتنفيذ الإستراتيجيات ومشاريع النصوص التشريعية والتنظيمية ووضع نظام مندمج ومتكامل لجميع البيانات والمعطيات المتعلقة بحوادث السير. كما تسهر نارسا على وضع البرامج الخاصة بتعليم السياقة وبالامتحانات لنيل رخصة السياقة، واعتماد الهيئات لتلقين التكوين الأولي والتكوين المستمر للخبراء في مراقبة المركبات، فضلا عن القيام بالمراقبة التقنية والفحص المضاد للمركبات، وتدبير نظام المراقبة والمعاينة الآلية لمخالفات، وتوفير التجهيزات المرتبطة بالمراقبة والسلامة الطرقية.